# Diogo Figueiras
Diogo José Rosário Gomes Figueiras (* 1. července 1991, Castanheira do Ribatejo e Cachoeiras, Portugalsko) je portugalský fotbalový obránce a bývalý mládežnický reprezentant, od ledna 2021 působí v portugalském týmu FC Famalicão.

## Klubová kariéra
Se Sevillou vyhrál Evropskou ligu 2013/14.

## Reprezentační kariéra
Hrál v portugalské mládežnické reprezentaci U20.